# باشگاه فوتبال اسپارتا روتردام
باشگاه فوتبال اسپارتا روتردام  (به هلندی: Sparta Rotterdam) باشگاه فوتبال هلندی است که در شهر روتردام قرار دارد و در لیگ برتر فوتبال هلند بازی میکند.

## افتخارات
- لیگ برتر فوتبال هلند
  - قهرمانی (۶): ۱۹۰۹، ۱۹۱۱، ۱۹۱۲، ۱۹۱۳، ۱۹۱۵، ۱۹۵۹
- جام حذفی فوتبال هلند
  - قهرمانی (۳): ۵۸–۱۹۵۷، ۶۲–۱۹۶۱، ۶۶–۱۹۶۵